# Markus Hottiger
Markus Hottiger (* 3. August 1958 in Oftringen, Aargau) ist ein Schweizer Primarlehrer, Komponist, Kindermusical- und Kinderbuchautor sowie Gründer und langjähriger Leiter der Kinder- und Jugendorganisation Adonia.

## Leben und Wirken
Markus Hottiger wuchs mit seinen drei Schwestern in Oftringen und Sirnach auf. Seine Eltern besaßen eine Textilfabrik. Von 1975 bis 1979 besuchte er das Lehrerseminar in Zofingen und arbeitete danach im Schuldienst. Nach einem Jahr in Sisseln wechselte er nach Strengelbach, wo er 12 Jahre lang an der Mittelstufe unterrichtete, davon fünf Jahre zusätzlich als Musikschulleiter.
In Zofingen übernahm er eine Sonntagsschulklasse. Da die Kinder die alten hochdeutschen Liedtexte kaum verstanden, begann er seine ersten Kinderlieder in Mundart zu komponieren, die sie begeistert mitsangen. So entdeckte er als Teenager seine musikalische Begabung. 1979 schrieb er sein erstes Weihnachtsmusical «Uf em wäg nach Bethlehem» und danach sein erstes großes Musical «Paulus», das er mit dem Musiker David Plüss aufführte. Dazu gründete er den «Kinderchor Adonia», später den Jugendchor Adonia. 1980 entstand das Konzept der zweiwöchigen «Musicalcamps», die ab 2001 auch in Deutschland durchgeführt wurden. Sie enthalten eine 10-tägige Konzerttournee sowie in der zweiten Woche eine Studioaufnahme – ab 1995 im eigenen Tonstudio. Hinzu kamen Musicals wie «De Räuber Knatter-Ratter», «Die Schildbürger», «Robinson», «Klass 6b» oder «De Leu isch ab», weitere Weihnachtsmusicals, die Lernlieder «Diktate lernen mit Fidimaa» sowie einzelne Songs – inzwischen über 1.400, unter anderem das Lied «Supermegalässig».
Nachdem er diese Musikarbeit nebenberuflich leitete, gab er den Lehrerberuf auf und gründete 1992 den Verein «Adonia» mit Sitz in Brittnau als Trägerschaft für die Adonia Musicalcamps und die 2006 dazugekommenen Sportcamps. 1996 wurde der Pianist Markus Heusser engagiert. Inzwischen finden über 50 Musical- und Sportcamps und über 130 Konzerte pro Jahr statt. Über 1000 Ehrenamtliche engagieren sich in ihrer Freizeit in den verschiedenen Projekten. Die Leitung des Vereins hatte er bis 2015 inne.
1992 gründete er den «Adonia Verlag», um seine eigenen Produktionen verlegen zu können. Der Verlag etablierte sich mit Weihnachts- und Schulmusicals neben dem kirchlichen Bereich auch in den Schulen. Neben den Camps für Teenager kamen ab 1993 Camps für Kinder und Familien, die «Adonia-Junior-Camps» hinzu. Zum 20-jährigen Jubiläum baute er 1999 das Adonia Kurs- und Ferienzentrum in Vordemwald. Im selben Jahr veröffentlichte er Lernlieder für die Unterstufe zum Einmaleins «3 x 3 = Fidimaa». 2003 entstand die CD-Reihe «Motiviert zum Lobpriis» mit einem breiten Lobpreis-Repertoire. 2005 folgte die erste Ausgabe der alle drei Monate produzierten «ChinderHörspielBible» bis zur kompletten 20-CD-Box. Seit 2013 finden Adonia-KidsPartys für Kinder ab 4 Jahren statt.
Markus Hottiger heiratete 1983 Vroni Ott. Das Paar hat vier Söhne.

## Veröffentlichungen (Auswahl)
- Abraham, der Freund Gottes, 1982
- Friede auf Erden (Weihnachts-Musical), Adonia-Verlag, Brittnau 2001, ISBN 978-3-905011-15-9.
- Stern über Bethlehem, Adonia-Verlag, Brittnau 2005, ISBN 978-3-905011-31-9.
- Der helle Stern (musikalisches Krippenspiel), Schulte & Gerth, Asslar 1990, ISBN 978-3-92228325-6.
- Exodus (Musical), 2006
- Der Schatz im Acker (Mini-Bibel), Adonia-Verlag, Brittnau 2015, ISBN 978-3-03783-097-0.
- ABC – Singen mit Kindern: Tipps, Motivation und Erfahrungsstorys von A bis Z, Adonia-Verlag, Brittnau 2016, ISBN 978-3-03783-114-4.
- Der Schatz (Kindermusical), Adonia-Verlag, Karlsruhe 2017, ISBN
- Zirkus, wir kommen! (Bilderbuch), Adonia-Verlag, Brittnau 2018, ISBN 978-3-03783-143-4.
- Markus Hottiger – Die Geschichte von Adonia, Adonia-Verlag, Brittnau 2018, ISBN 978-3-03783-153-3.
- Markus Hottiger – Sini Lieder (CD mit Kommentaren des Autors), Adonia-Verlag, Brittnau 2018